# Тад-Магитль
Тад-Магитль (ахв. КыегъилIи, авар. Тӏадмагъилъ) — село в Ахвахском районе Дагестана. Центр сельского поселения «Сельсовет „Тад-Магитлинский“».

## География
Село расположено на реке Лологонитльтлар (бассейн р. Ахвах), в 8 км к югу от районного центра — села Карата.

## Население
| 1869  | 1888  | 1895 | 1926 | 1939 | 1970 | 1989 |
| ----- | ----- | ---- | ---- | ---- | ---- | ---- |
| 513   | ↗736  | ↘331 | ↘295 | ↘110 | ↗490 | ↗796 |
| 2002  | 2010  | 2021 |      |      |      |      |
| ↗1359 | ↘1212 | ↘609 |      |      |      |      |

Населено коренным народом Западного Дагестана — ахвахцами.

## История
В 1940-х годах в состав села вошел посёлок Штаб-Ахвах (с 1933 по 1937 г. являлся районным центром Ахвахского района).